# 贝斯佩利亚
贝斯佩利亚（西班牙語：Vespella），是西班牙加泰罗尼亚塔拉戈纳省的一个市镇。总面积18平方公里，总人口210人（2001年），人口密度12人/平方公里。

## 友好城市
- 法國 马达姆堡